# Spermophorella burmanni
Spermophorella burmanni är en insektsart som beskrevs av U. Aspöck och H. Aspöck 1989. Spermophorella burmanni ingår i släktet Spermophorella och familjen Berothidae. Inga underarter finns listade i Catalogue of Life.